# Marc Fogel
Marc Hilliard Fogel, né en 1959 en Pennsylvanie, est un instituteur américain, arrêté en août 2021 par les autorités russes pour avoir tenté d'entrer en Russie avec 17 grammes de marijuana médicale. En juin 2022, il est condamné à 14 ans de prison.

## Biographie

### Jeunesse et carrière professionnelle
Marc Hilliard Fogel est originaire de Pennsylvanie, aux États-Unis. Il fréquente dans sa jeunesse l'Université de l'Indiana en Pennsylvanie. Il est professeur d'histoire dans des écoles internationales en Colombie, en Malaisie, à Oman et au Venezuela, pendant plusieurs années. Il vit et travaille en Russie depuis 2012 où il enseigne à l'Anglo-American School of Moscow (École anglo-américaine de Moscou).

### Arrestation, condamnation et emprisonnement
En août 2021, Fogel entre en Russie par l'aéroport de Sheremetyevo, lorsque environ 17 grammes de marijuana médicale sont trouvés dans ses bagages par les douanes. Ce traitement lui a été prescrit aux États-Unis pour traiter des douleurs chroniques.
En juin 2022, Fogel est reconnu coupable de trafic de drogue et condamné à 14 ans de prison,,. En octobre 2022, il est transféré d'un centre de détention de Moscou vers l'une des colonies pénitentiaires russes, où il doit purger le reste de sa peine.
Un groupe bipartisan de sénateurs américains fait pression pour que le Département d'État désigne Marc Fogel comme détenu à tort. En mai 2022, le département d'État américain désigne cependant la basketteuse Brittney Griner comme étant « détenue à tort », et donc prioritaire en cas d'échange de prisonniers. De plus, le cas de Fogel ne suscite pas l'intérêt du public dans la même mesure que celui de Brittney Griner en raison de sa plus faible renommée. 
Le 9 décembre 2022, la famille de Fogel appelle Brittney Griner à s'exprimer sur son cas. Le sénateur de Pennsylvanie Bob Casey exprime le 15 décembre 2022 son mécontentement quant à la gestion de l'affaire par l'administration Biden.

### Libération
Le 11 février 2025, la Maison-Blanche annonce la libération de Marc Fogel à la suite d'un accord conclu par Steve Witkoff, envoyé de la présidence en Russie. Sa libération est présentée comme un « geste de bonne volonté » de la part de la Russie, et aucun nom de prisonnier russe échangé en sens inverse n'est alors rendu public. Washington fait référence à l'invasion de l'Ukraine et déclare que cela va « dans la bonne direction pour mettre fin à la guerre terrible et violente en Ukraine ». La personne libérée en échange est Alexander Vinnik qui rentre en Russie dans la nuit du 13 au 14 février 2025.